# لیو شنگ‌شو
لیو شنگ‌شو (انگلیسی: Liu Shengshu؛ زادهٔ ۸ آوریل ۲۰۰۴) بدمینتون‌باز اهل چین است.